# Кольчугинское сельское поселение
Кольчугинское се́льское поселе́ние (укр. Кольчугінське сільське поселення, крымскотат. Кольчугино кой юрту, Булгъанакъ кой юрту) — муниципальное образование в составе Симферопольского района Республики Крым России.

## География
Поселение расположено на юго-западе района, в нижней части долины реки Западный Булганак. Граничит на юге с Бахчисарайским районом, на севере, по часовой стрелке, с Николаевским, Новосёловским и Пожарским сельскими поселениями.
Площадь поселения 80,16 км².
Основная транспортная магистраль: автодорога 35-К-011 Симферополь — Николаевка (по украинской классификации — автодорога Т-01-06).

## Население
| 2014  | 2015  | 2016  | 2017  | 2018  | 2019  | 2020  |
| ----- | ----- | ----- | ----- | ----- | ----- | ----- |
| 5925  | ↗5945 | ↗6018 | ↗6075 | ↗6120 | ↘6115 | ↘6067 |
| 2021  |       |       |       |       |       |       |
| ↗6226 |       |       |       |       |       |       |

## Состав
В состав поселения входят 3 села:
| № | Населённый пункт | Тип населённого пункта | Население на 2014 год |
| - | ---------------- | ---------------------- | --------------------- |
| 1 | Кольчугино       | село, центр            | ↗4224                 |
| 2 | Прудовое         | село                   | ↘1009                 |
| 3 | Равнополье       | село                   | ↘924                  |

## История
Согласно доступным источникам, в 1920-х годах в составе Симферопольского района был образован Булганакский сельсовет: впервые он встречается в справочнике «Административно-территориальное деление РСФСР на 1 января 1940 года» (видимо, постановлением Крымревкома от 8 января 1921 года № 206 «Об изменении административных границ»).
На момент всесоюзной переписи населения 1926 года Булганакский сельсовет включал 21 село с населением 3547 человек:
Постановлением президиума КрымЦИК от 26 января 1935 года «Об образовании новой административной территориальной сети Крымской АССР» был создан Сакский район, в который отнесли сельсовет, при этом часть сёл осталась в прежнем районе (Аджи-Ибрам Кояш Учкую-Тархан были выделены в отдельные сельсоветы), а Береговое и Кишине передали в состав Бахчисарайского района.
Указом Президиума Верховного Совета РСФСР от 21 августа 1945 года Булганакский сельсовет переименовали в Кольчугинский сельский совет. С 25 июня 1946 года сельсовет в составе Крымской области РСФСР, а 26 апреля 1954 года Крымская область была передана из состава РСФСР в состав УССР. На 15 июня 1960 года в составе совета числились сёла:

| - Кольчугино - Равнополье | - Сосно́вка - Степное |

Указом Президиума Верховного Совета УССР «Об укрупнении сельских районов Крымской области», от 30 декабря 1962 года Симферопольский район был упразднён и сельсовет присоединили к Белогорскому. 1 января 1965 года, указом Президиума ВС УССР «О внесении изменений в административное районирование УССР — по Крымской области», вновь включили в состав Симферопольского.
Указом Президиума Верховного Совета УССР «Об укрупнении сельских районов Крымской области», от 30 декабря 1962 года Сакский район был упразднён и Кольчугинский сельсовет присоединили к Бахчисарайскому району, а с 1 января 1965 года, указом Президиума ВС УССР «О внесении изменений в административное районирование УССР — по Крымской области», включили в состав Симферопольского. К 1968 году Сосновку присоединили к Равнополью (согласно справочнику «Крымская область. Административно-территориальное деление на 1 января 1968 года» — в период с 1954 по 1968 годы) и совет обрёл нынешний состав.
С 21 марта 2014 года в составе Крыма аннексировано Россией. Законом «Об установлении границ муниципальных образований и статусе муниципальных образований в Республике Крым» от 4 июня 2014 года территория административной единицы была объявлена муниципальным образованием со статусом сельского поселения.